# Johan Wilhelm Guldbrand
Johan Wilhelm Guldbrand (* 25. Juli 1744 in Nykøbing Falster; † 25. September 1809) war ein dänischer Arzt.
Guldbrand war ein Sohn des Organisten und Schlossverwalters Christian Guldbrand und der Marie, geb. Reffdal. Er machte seine Studien unter Bang und Saxtorph in Kopenhagen, wo er 1771 das medizinische Examen vor der Fakultät absolvierte. Er wurde 1774 mit der Diss. de sangui fluxo uterino promoviert, worin er manche wertvolle Beobachtungen über Gebärmutterblutungen niederlegte. 1776 wurde er Hofmedikus und Mitglied der wichtigen Kommission für die Förderung der Chirurgie, 1781 königlicher Leibarzt, 1782 Mitglied der Direktion des Frederiks Hospital. In Verbindung mit Urban Bruun Aaskow wirkte er für die Erweiterung und Verbesserung der königlichen Entbindungsanstalt. Außer seiner Inauguraldissertation hat er nur kleinere, größtenteils in den ersten drei Bänden der Acta societatis medicae Hafniensis gedruckte Abhandlungen publiziert.